# Драгоцена
Драгоцена (енгл. Precious: Based on the Novel Push by Sapphire) је филмска адаптација истоименог романа, у режији Лија Данијелса. Америчку премијеру је имао на Фестивалу Санденс, а европску на Канском филмском фестивалу 2009. године. Опра Винфри је била промотер филма. Мо‘Ник је награђена Оскаром за најбољу споредну, док је Габореј Сидибе изгубила у категорији за најбољу главну глумицу. Ово је први филм у њеној каријери.

## Радња
Филм је смештен у 1987, у Харлем. Шеснаестогодишња Кларис је неписмена, гојазна и често силована од стране свог оца. Сада чека његово друго дете и трпи физичко и емоционално злостављање од мајке која живи од социјалне помоћи у минималним животним условима. Међутим, уз помоћ посвећене професорке и социјалне раднице, Кларис ће делимично превазићи проблеме у којима се налази, и утеху и самопоуздање пронаћи у свом детету.
„Драгоцена“ је мрачна и тешка драма, а сцене насиља које Кларис трпи од стране своје мајке су узнемирујуће. Поред глумачких категорија, драма је била номинована и за Оскар за најбољи филм и Оскар за најбољег редитеља. Питер Бредшо из „The Guardian-а“ је филм описао као „страшан и бескрајан кошмар злостављања“, док је Овен Глејберман из Entertainment Weekly-ја за последњу сцену филма рекао да је „потресна и истовремено изазива осећај сажаљења и терора“.

## Улоге
| Глумац         | Улога           |
| -------------- | --------------- |
| Габореј Сидибе | Кларис „“ Џонс  |
| Мо‘Ник         | Мери Ли Џонстон |
| Пола Петон     | гђа. Блу Рејн   |
| Мараја Кери    | гђа. Вејс       |
| Лени Кравиц    | Џон Макфејден   |
| Шери Шеперд    | Корнроуз        |